# Sombere fluweelboleet
De sombere fluweelboleet (Xerocomellus porosporus) is een schimmel die behoort tot de familie Boletaceae. Hij komt voor op humus in loof- en gemengde bossen op rijke zandgronden. Hij vormt ectomycorrhiza, vooral met eiken, maar kan ook groeien bij beuk en haagbeuk. Hij verschijnt af en toe in de herfst en groeit alleen of in kleine groepen. 

## Kenmerken

### Uiterlijke kenmerken
Hoed
De hoed heeft wanneer ze volgroeid is een diameter van maximaal 3 tot 7 cm en barst en splijt snel. De kleur is donkere olijfbruin. De hoedhuid is tussen de barsten zonder roze tinten, maar wittig .
Steel
De steel heeft een hoogte van 3 tot 5 cm en een dikte van 1,5 cm. Het is cilindrisch en taps toelopend aan de basis. Het is lichtgeel in het bovenste gedeelte, wijnrood in het onderste gedeelte, meestal bedekt met wit mycelium aan de basis. 
Vlees
Het vruchtvlees is bleek citroengeel of bleekgeel in de hoed en chroomgeel in de steeltop. Het wordt donker tot wijnachtig naar de basis toe. 
Buisjes
De buisjes zijn 13 tot 20 cm lang, aanvankelijk citroengeel en later olijfachtig. Ze kleuren licht blauw bij blootstelling aan lucht .
Porien
De poriën zijn smal, 0,2 tot 0,5 mm in diameter, hoekig, citroengeel en worden later donkerder. Ze worden licht blauwgroen als ze worden ingedrukt.
Sporenprint
De sporenprint is olijfbruin. 

### Microscopische kenmerken
Op microscopisch niveau heeft deze boleet afgeknotte (afgehakte) sporen. De sporenmaat is 13-15 × 4-5 µm.

## Verspreiding
Deze soort is wijdverbreid in noordelijke gematigde zones, maar enigszins zeldzaam in Europa. In Nederland komt hij algemeen voor. Hij is niet bedreigd en staat niet op de rode lijst .

## Taxonomie
Deze boleet werd in 1958 beschreven en kreeg de wetenschappelijke naam Xerocomus porosporus door Louis Imler (1900 - 1993), de oprichter van de Antwerpse Mycologische Cirkel. De momenteel geaccepteerde wetenschappelijke naam Xerocomellus porosporus dateert uit een publicatie uit 2008 van de Tsjechische mycoloog Josef Šutara, die in detail het morfologische karakter van deze en andere nauw verwante boleten heeft bestudeerd - sindsdien verder ondersteund door DNA-onderzoek.

## Eetbaarheid
Xerocomellus porosporus is eetbaar maar van weinig culinaire waarde, smakeloos en papperig wanneer gekookt.

## Foto's

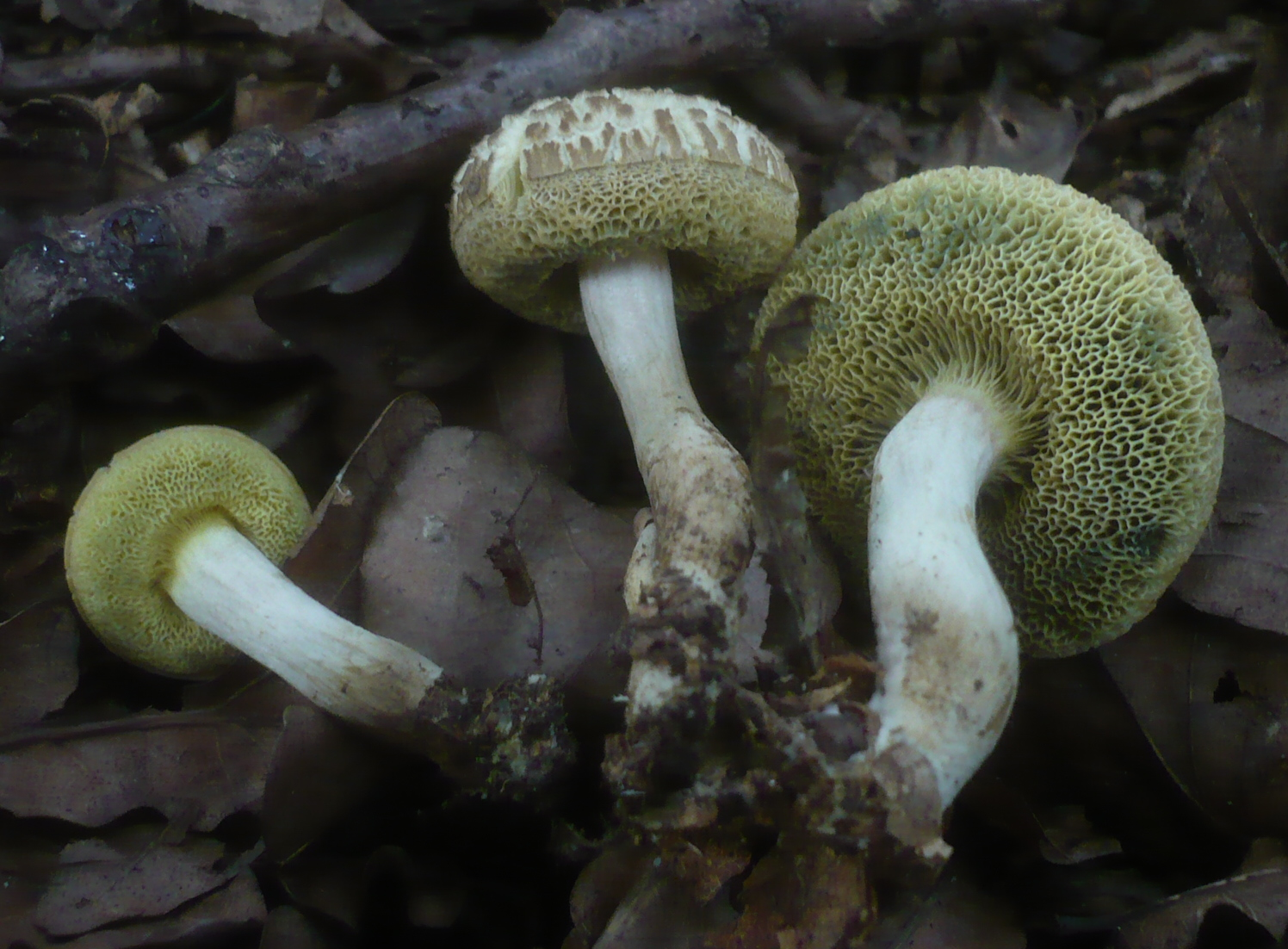
Groepje
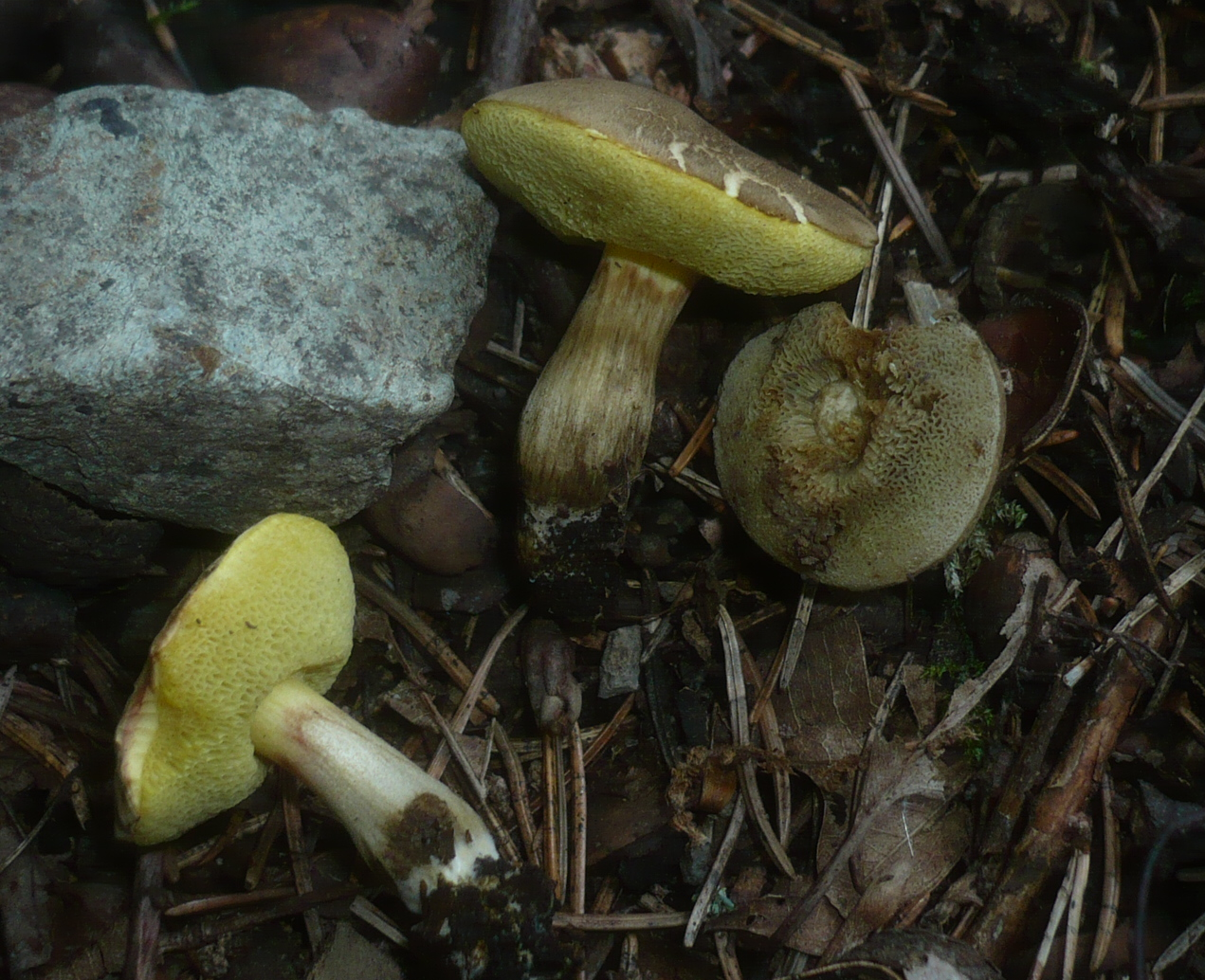
Groepje
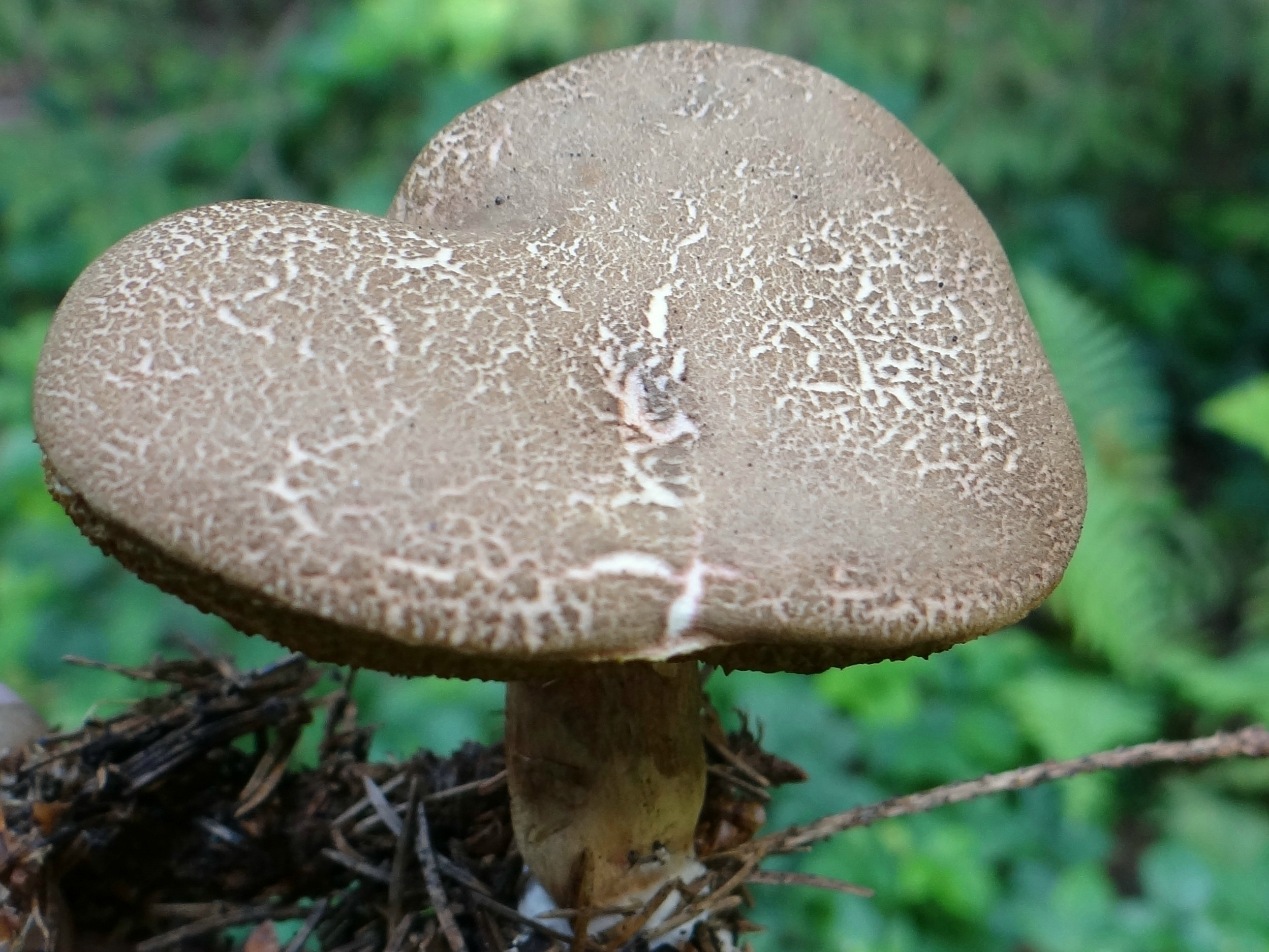
Hoed
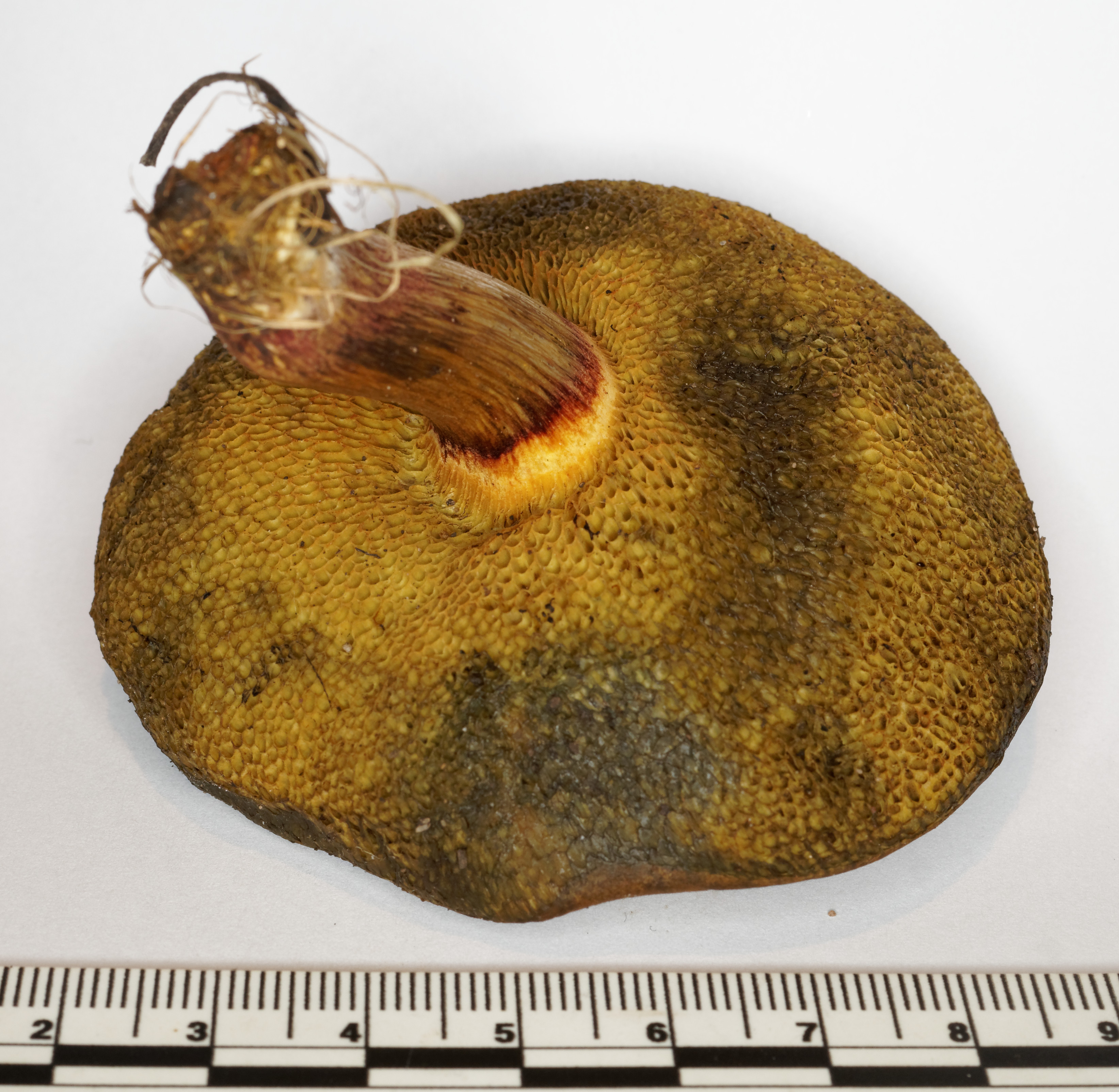
Porien
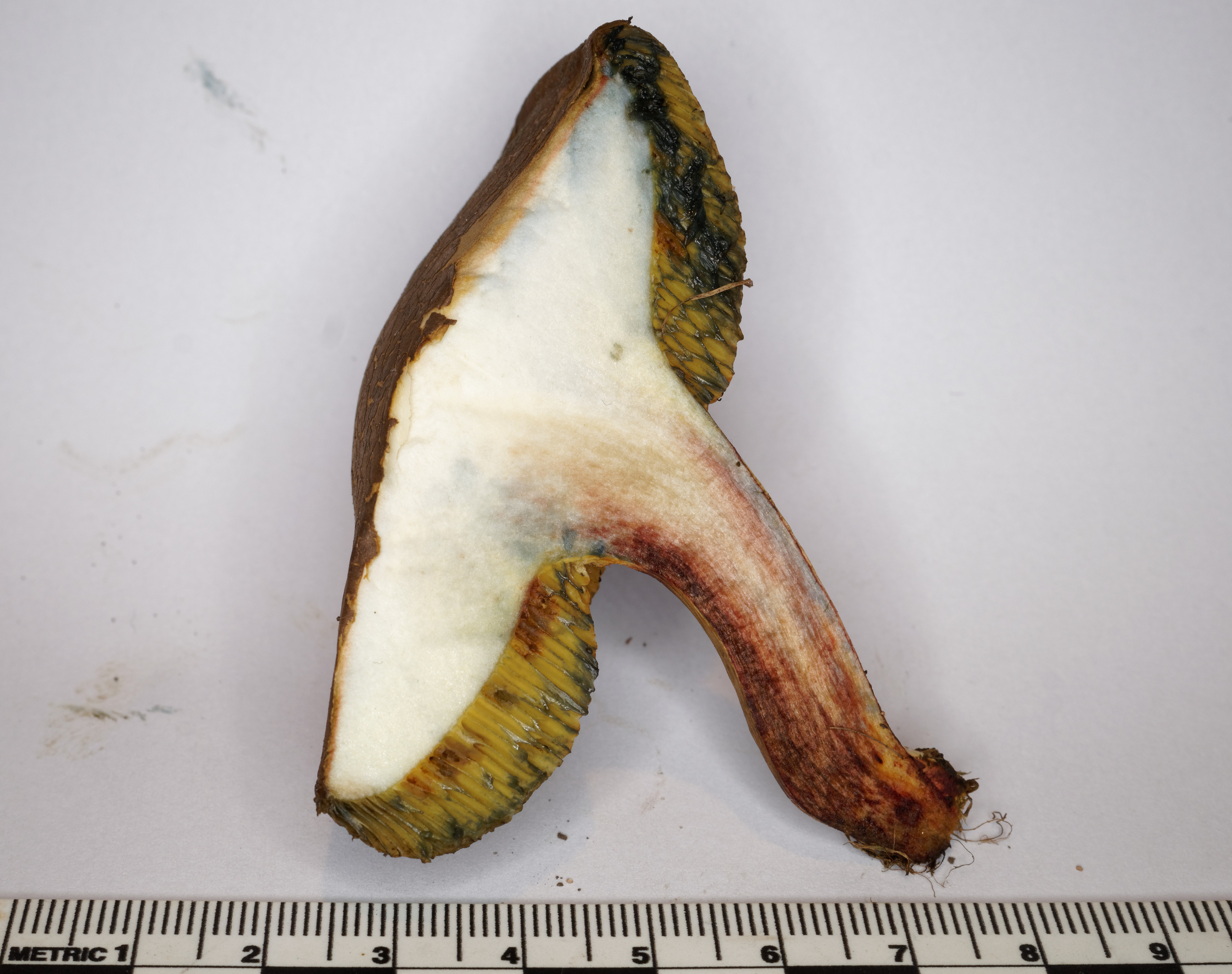
Doorsnede
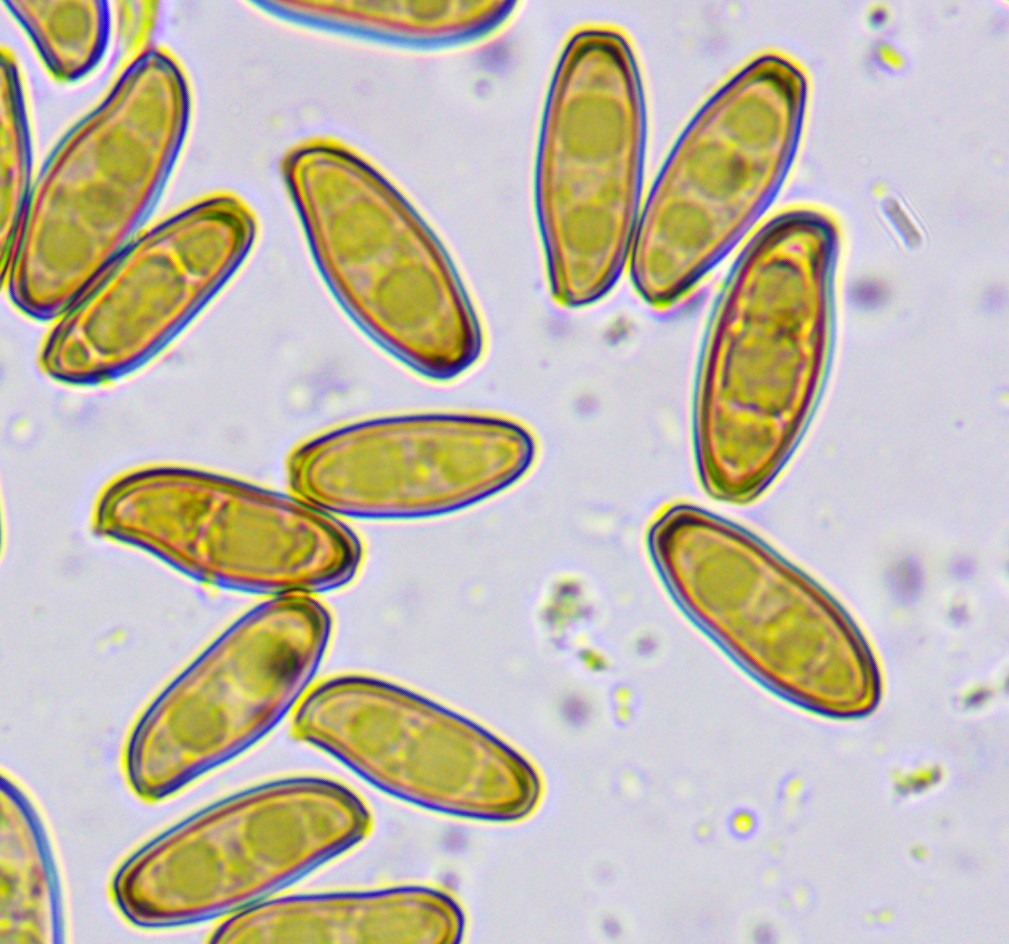
Afgeknotte (afgehakte) Sporen